# Молот (упражнение)
Мо́лот — изолирующее упражнение для развития мышц боковой части двуглавой мышцы плеча, плечевой и плечелучевой мышц. Молот также известен, как «поднятие гантелей на бицепс стоя». Упражнение «молот» способствует увеличению выносливости, повышению силы хвата, а также улучшению рельефа рук. По технике выполнения это упражнение напоминает «сгибание рук Зоттмана».

## Техника
Встаньте прямо, ноги поставьте на ширине плеч и слегка согните колени. Исходное положение — гантели в опущенных руках, развернутых ладонями к корпусу. Держа локти близко к телу, медленно согните руки в локтях, поднимая гантели до прямого угла. В верхней точке траектории сделайте паузу, дополнительно напрягите мышцы рук и медленно опустите гантели вниз в исходное положение. В отличие от бицепса, брахиалис лучше реагирует на силовую нагрузку, поэтому выполнять сгибания рук нейтральным хватом необходимо в диапазоне 7—8 повторений в подходе с перерывами между ними в 60—90 секунд.

## Варианты
Упражнение может быть выполнено несколькими способами, используя свободный вес отягощения или изолированный — тренажёр с заданной формой движения:
1. Молот — ноги на ширине плеч, руки вдоль туловища, ладони направлены к телу.
2. Молот сидя — выполняется сидя на скамье. Позволяет избежать ошибки связанной с наклоном тела назад во время выполнения.
3. Молот на наклонной скамье стоя или сидя — позволяет избежать ошибки связанной с раскачиванием тела в момент подъёма гантелей.
4. Молот на горизонтальной скамье — кроме бицепса, позволяет нагрузить дополнительно и плечи.
5. Молот с опорой на стол или на колено — повышает уровень концентрации для соблюдения техники упражнения.
6. Молот с W-образной штангой — альтернатива гантелям.
7. Молот на тренажёре с верёвочной рукоятью — изолированная версия упражнения, способствующая повышению рельефа рук.